# Parnassius smintheus
Parnassius smintheus is een dagvlinder uit de familie Papilionidae, de pages.
De spanwijdte varieert van 42 tot 59 millimeter.

## Ondersoorten
- Parnassius smintheus smintheus
- Parnassius smintheus magnus
- Parnassius smintheus olympiannus
- Parnassius smintheus pseudorotgeri
- Parnassius smintheus xanthus
- Parnassius smintheus yukonensis
- Parnassius smintheus sternitzkyi